# Gymnasium Ernestinum Coburg
Das Ernestinum ist ein naturwissenschaftlich-technologisches und wirtschaftswissenschaftliches Gymnasium in Coburg.
Die Gebäude des Ernestinums befinden sich am Glockenberg in direkter Nachbarschaft des Gymnasiums Alexandrinum. In der Coburger Innenstadt gibt es außerdem noch zwei weitere Gymnasien, das Casimirianum und das Albertinum.

## Geschichte
Das Ernestinum gründete die Stadt Coburg 1848 als Höhere Bürgerschule. Das erste Schulgebäude befand sich in der Steingasse 18.:S. 32 Die Schule hatte anfangs 281 Schüler.:S. 33 Im Jahr 1861 wurde die Schule vom Herzogtum Sachsen-Coburg übernommen und bekam den Namen Herzogliche Realschule zu Coburg. Ab 1869 hatte die Schule aus Kostengründen keine Oberstufe, es war ein Realprogymnasium.:S. 41
Der Name Ernestinum wurde der Schule anlässlich der Einweihung des neuen Schulgebäudes am Glockenberg am 19. Juni 1875 durch den damals regierenden Herzog Ernst II. von Sachsen-Coburg und Gotha verliehen. Damals besuchten 300 Schüler das Ernestinum.:S. 46 1898 folgte die Umgestaltung in eine Oberrealschule, die ersten Abiturienten des Ernestinums legten 1901 ihre Reifeprüfung ab.:S. 41 Im Schuljahr 1913/14 besuchten 482 Schüler das Ernestinum.:S. 57 1921/1922 änderte sich der Schulname auf Oberrealschule Ernestinum zu Coburg. Außerdem ersetzte die bayerische Schulordnung die von Preußen übernommene Unterrichts- und Prüfungsordnung.:S. 28 Im Jahr 1926 betrug die Schülerzahl 511, bei einem Schulgeld von 45 Mark im Jahr.:S. 74
Obwohl von 1935 bis 1944 Mädchen im Ernestinum unterrichtet wurden, war das Ernestinum bis 1983 eine Jungenschule. Erst dann wurden mit der Einführung der Koedukation Mädchen als Schüler aufgenommen. Im Jahr 1955 besuchten 957 Schüler die Oberrealschule.:S. 115
Im Jahr 1960 folgte die Umbenennung in Gymnasium Ernestinum Coburg.:S. 120 Ein Höchststand bei Schülerzahl war mit 1044 im Jahr 1975 erreicht.:S. 125
Mitte der 2000er Jahre wurde mit der Ausbildung von sogenannten Ernes-Rangern zum Zwecke der Schulmediation begonnen.

## Schulgebäude

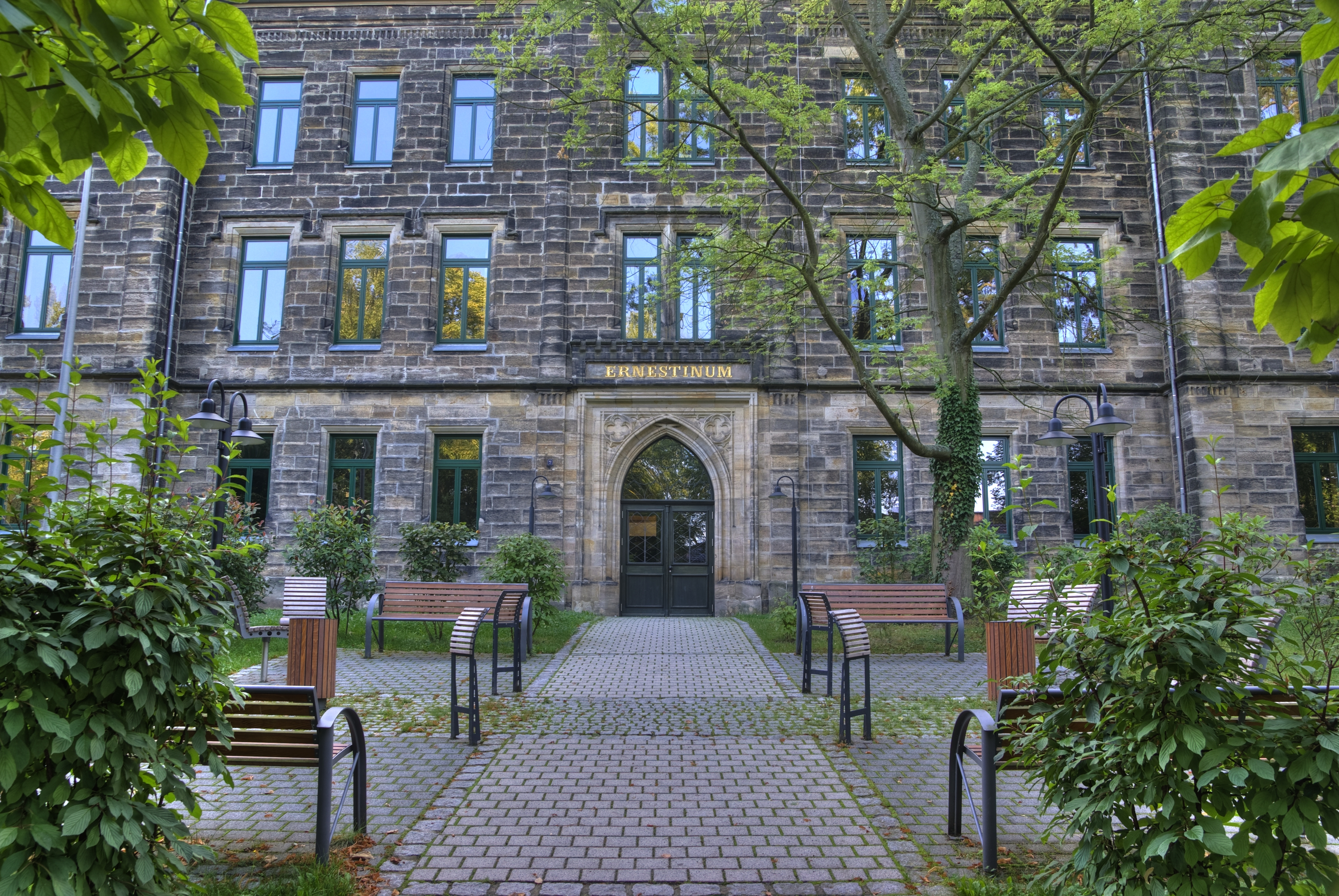
Eingangsportal

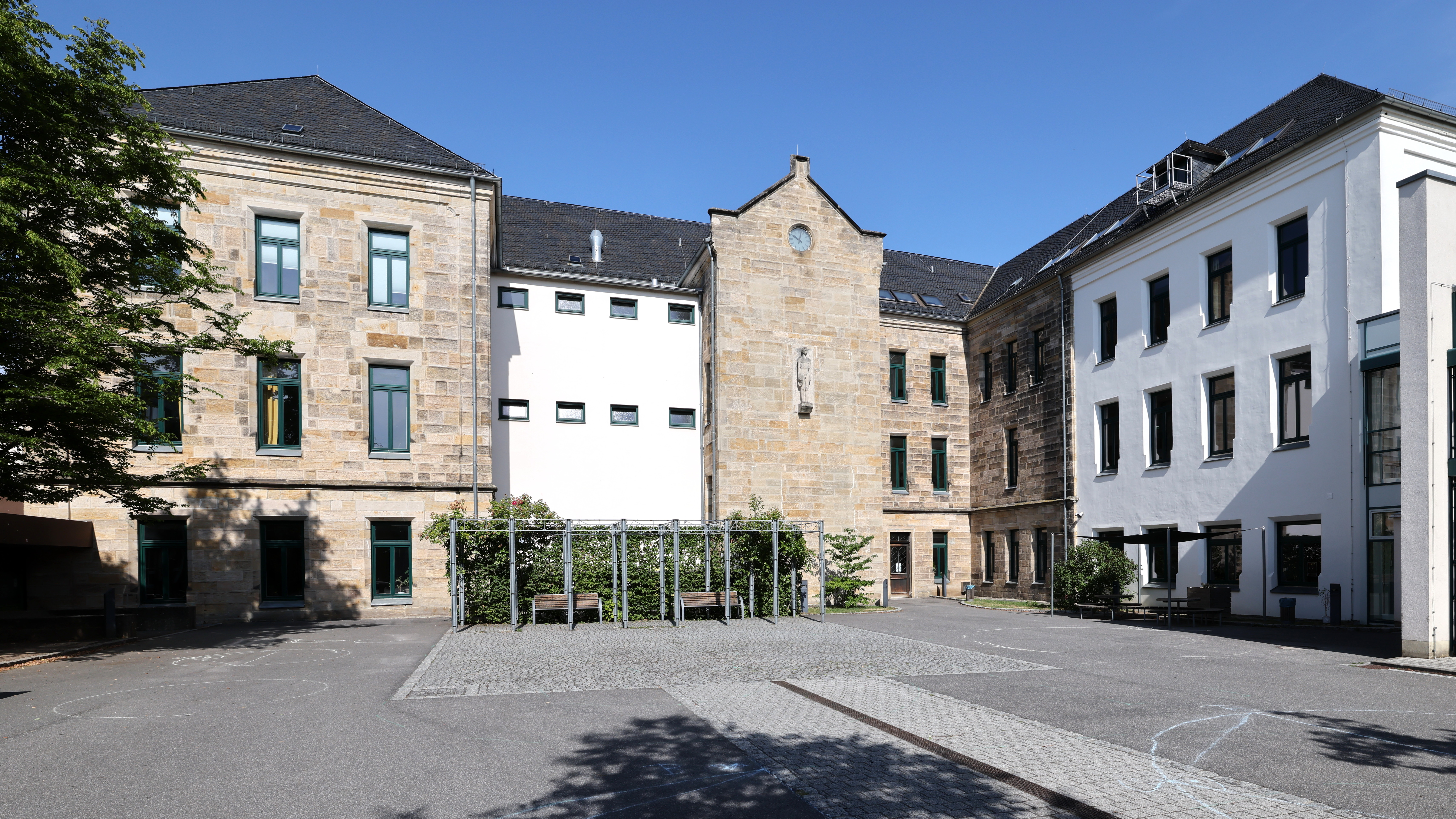
Innenhof

### Geschichte
Die Herzogliche Domänenverwaltung ließ 1875 nach Plänen des Coburger Hofbaumeisters Carl Friedrich Wilhelm Streib ein neues Schulgebäude am Glockenberg für die Realschule errichten, das das Haus in der Steingasse 18 ersetzte. Die Schulgebäude wurden öfters umgebaut und vergrößert. Die Erweiterung zur neunklassigen Oberrealschule bedingte einen ersten Ausbau bis 1901. Ein erster Anbau in der Mitte der rückwärtigen Ostseite, der 1966 abgebrochen wurde, folgte 1904.:S. 57 1914 wurde der nördliche Flügel verlängert und 1935 in der nordöstlichen Grundstücksecke eine Mehrzweckturnhalle errichtet. Anfang der 1950er Jahre wurde in  der zweigeschossigen Aula im Südflügel für den Einbau von Unterrichtsräumen eine Decke eingezogen.:S. 117
Raumnot ließ 1965 die Stadt entlang der Straße Glockenberg einen naturwissenschaftlichen Trakt, eine Pausenhalle mit einem weiteren Eingang und einen Klassentrakt bauen. 1966 wurde der Altbau umfassend saniert. Zusätzlich entstand bis 1969 eine zweite Turnhalle auf der anderen Straßenseite, wo zuvor das Lehrerseminar stand.:S. 128 1977 und 1983 wurde das Dachgeschoss des Altbaus zu Unterrichtszwecken ausgebaut. Von 1999 bis 2001 folgte ein neuer naturwissenschaftlicher Gebäudetrakt, in Fortsetzung des nördlichen Flügels. Dazu wurde die alte Turnhalle abgebrochen. Die Bauplastik an der Turnhalle, ein Jüngling, wurde an die Giebelwand des mittleren Flügels versetzt. 2004 folgten Umbauarbeiten im alten Schulgebäude. In den Jahren 2007 bis 2008 entstanden eine neue Pausenhalle und ein neues Bibliotheks- und Mensagebäude. In diesem Zug wurde der Pausenhof mit dem des benachbarten Gymnasiums Alexandrinum verbunden. Es wurde eine gemeinsam benutzte Mensa errichtet.

### Architektur
Das denkmalgeschützte alte Schulhaus ist eine dreigeschossige Dreiflügelanlage, wobei die Seitenflügel in der Tiefe unterschiedlich sind. Der siebenachsige Hauptbau ist ein neugotischer Quaderbau mit einem Satteldach, der beidseitig von dreiachsigen Treppengiebelrisaliten begrenzt wird. Im Erdgeschoss befindet sich in Fassadenmitte das spitzbogige Eingangsportal, oben begrenzt von einem Zinnenaufsatz, der in einem zweiachsigen Mittelrisalit angeordnet ist. Dieser besitzt beidseitig durchlaufende Lisenen und wird oben von einem Uhrengiebel abgeschlossen.

## Bekannte Schüler
- Erich Braun (1898–1982), Mediziner
- Paul Brockardt (1882–1941), Architekt und Bauunternehmer
- Dietmar Elflein (* 1964), Musikwissenschaftler
- Carl Kessler (1876–1968), Maler
- Albert Koch (1921–1995), Politiker
- Hugo Kreyssig (1873–1933), Maler
- Ernst Külbel (1863–1938), Politiker
- Rudolf Friedrich Ludloff (1848–nach 1910), Ökonomierat
- Stefan Luft (* 1961), Politikwissenschaftler, Privatdozent an der Universität Bremen
- Michael Petz (* 1948), Chemiker und Hochschullehrer
- Fritz-Albert Popp (1938–2018), Biophysiker
- Paul Reiner (1886–1932), Chemiker, Reformpädagoge
- Michael Rödel (* 1978), Germanist
- Christian Rose (* 1977), Handballspieler
- Dominik Sauerteig (* 1986), Politiker
- Sebastian Straubel (* 1983), Politiker
- Heiko Frank Wenzel (* 1970), Theologe
- Hans Wilsdorf (1881–1960), Unternehmer und Gründer von Rolex

## Liste der Direktoren
- 1848–1868 Ernst Eberhardt
- 1870–1893 Alexander Klautzsch
- 1893–1909 Franz Riemann
- 1909–1912 Robert Amhof
- 1912–1943 Ernst Bähr
- 1943–1945 Fritz Treuheit
- 1945–1948 Ernst Bähr
- 1948–1962 Karl Schmorl
- 1962–1972 Ernst Höfer
- 1972–1982 Fritz-Otto Volck
- 1982–1992 Harald Bachmann
- August 1992 Hans-Günther Zuleeg
- 1992–2000 Hans-Georg Kosuch
- 2000–2010 Brigitte Cleary
- seit August 2010 Bernd Jakob